# Quartiere Feltre
Quartiere Feltre è un complesso di edilizia residenziale sovvenzionata situato nel quartiere   di Lambrate, appartenente al Municipio 3 e al NIL  n. 18 "Cimiano - Rottole - Q.re Feltre",   realizzato dagli enti IACP e INCIS.

## Storia
Fu realizzato fra il 1957 e il 1960 da un gruppo di architetti (fra i quali Baldessari, De Carlo, Gardella e Mangiarotti) coordinati dall'arch. Gino Pollini.

## Caratteristiche

Mappa del quartiere
1: Chiesa parrocchiale
2: Scuola materna
3: Scuola elementare
4: Scuola superiore

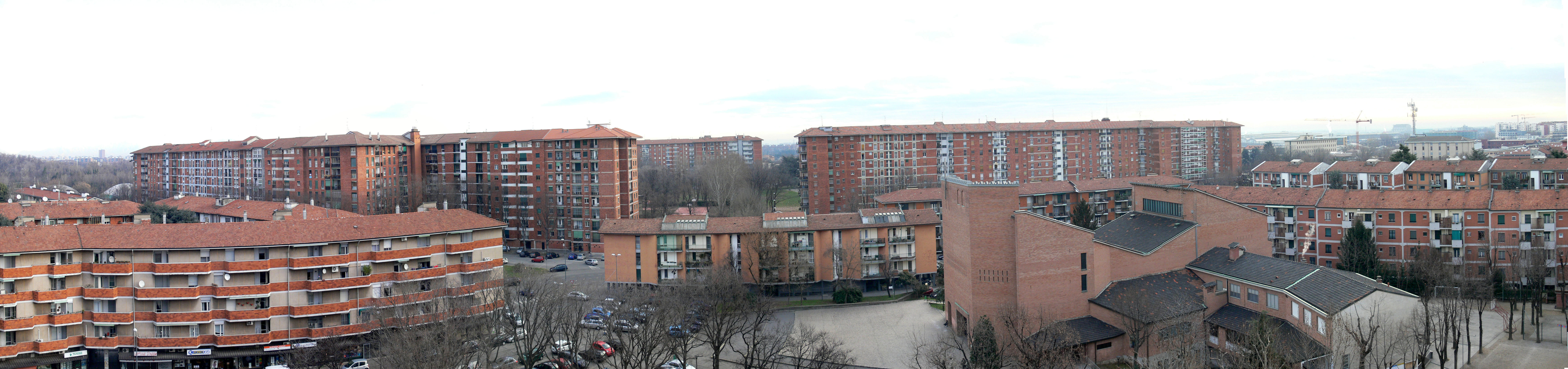
Panoramica del complesso residenziale

Il complesso residenziale prende nome dalla via Feltre, arteria che congiunge la città con il vasto Parco Lambro, posto immediatamente a nord del complesso.
All'interno del quartiere sono riconducibili due aree:
- un'area composta da edifici di 4 piani, disposti intorno al centro civico, (comprendente negozi, spazi pubblici e la chiesa parrocchiale), secondo gli schemi propri dei quartieri INA-Casa; quest'area si trova a contatto con i quartieri preesistenti;
- un'area composta di edifici alti 9 piani, disposti intorno ad un ampio spazio verde, all'interno del quale si trova la scuola elementare (arch. Magnaghi) e 3 scuole materne. Le facciate sono in laterizio faccia a vista, di forte impatto cromatico e bassa manutenzione, sempre uguali nel tempo.

## Infrastrutture e trasporti
A sud il Quartiere Feltre è delimitato dalla via Rombon, asse di penetrazione urbana della strada provinciale 103 Via Cassanese, che collega Milano a Cassano d'Adda.
Il complesso residenziale è raggiungibile tramite la linea M2 della metropolitana dalla fermata di Piazza Udine.
Varie linee automobilistiche gestite da ATM e da STAR, inoltre, servono il complesso.